# Pepita (manzana)
Pepita es una  variedad cultivar de manzano (Malus domestica) Esta manzana está cultivada tradicionalmente en la sierra norte de Madrid Comarca Lozoya Somosierra, en La Hiruela, Bustarviejo, y Valdemanco. Se está cultivando en el vivero de "La Troje" "Asociación sembrando raíces, cultivando biodiversidad", donde cultivan variedades frutícolas y hortícolas de la herencia para su conservación y recuperación de su cultivo. Así mismo está cultivado en el IMIDRA- Banco de Germoplasma de Variedades Tradicionales de Frutales de la Comunidad de Madrid (Finca La Isla).

## Sinónimos
- “Manzana Pepita“,
- "Pepita Melón".[5]

## Historia
Sólo aparece en La Hiruela, Valdemanco, y Bustarviejo, coincidiendo con la distribución del 'Pero Real'. Es probable que ambas variedades se llevaran desde La Hiruela a Valdemanco y Bustarviejo, ya que estos dos pueblos estaban en la ruta hacia Madrid, por lo que es probable que se llevaran púas cuando bajaban a vender manzanas a la capital. Era una variedad poco abundante en los tres pueblos.
En la Sierra Norte de Madrid está arraigado su cultivo; en La Hiruela Bustarviejo llevan cultivándose más de un siglo. Se conserva en cultivo por ser muy productiva y durar hasta Navidad, es apreciada por su sabor dulce parecido a plátano.

## Características
El manzano de la variedad 'Pepita' tiene un vigor elevado, y necesita poca agua para su desarrollo pudiendo tenerlo cultivado de secano; con la floración en los meses de marzo y abril; las flores se presentan capullo rojo y flor abierta jaspeada de rojo. Hojas similares al reineto pero más pequeñas.
La variedad de manzana 'Pepita' tiene un fruto de tamaño mediano; forma globosa, ventruda en la base y aplastada, costillas pronunciadas, y con contorno irregular; piel poco brillo; con color de fondo amarillo verdoso, siendo el color del sobre color rojo, importancia del sobre color medio, siendo su reparto en chapa, con chapa ausente o ligeramente presente en la zona de insolación de un rojo o rosado, y una sensibilidad al "russeting" (pardeamiento áspero superficial que presentan algunas variedades) muy débil. pedúnculo corto, leñoso y de grosor medio a notable, anchura de la cavidad peduncular es estrecha, profundidad de la cavidad pedúncular es profunda, y con importancia del "russeting" en cavidad peduncular media; anchura de la cavidad calicina relativamente amplia, profundidad de la cav. calicina es media, bordes ondulados, y con importancia del "russeting" en cavidad calicina ausente; ojo relativamente grande, abierto; sépalos cortos, triangulares, carnosos y tomentosos en su base con las puntas secas que se parten dejando el ojo abierto.
Muy apreciada por su sabor y carne dura, “están más apretás” (Gregorio Serrano, Valdemanco). Su inconveniente es que son poco productivas. Sabor dulce “a plátano”. Se cosechan a mediados de octubre y ya están maduras para comer. Se conservan varios meses.

## Cultivo
Se injertan de púa sobre "maíllos" que se traen "del monte" y "manzanos nacedizos". Los patrones se suelen trasplantar entre noviembre y marzo y se injertan al año siguiente, aunque en algunos casos se realiza el injerto ese mismo invierno. Los patrones se trasplantaban en un hoyo muy hondo “hasta la altura de la faja” (aprox. 1 m). Se debe hacer el hoyo en otoño, porque durante todo el invierno "se cría una babilla de tierra fina en el hoyo" que es beneficiosa para el árbol. Los injertos se deben hacer en febrero o marzo, “cuando se empieza a mover la savia, a despegarse la corteza”. Las púas se solían recoger de frutales más atrasados que el patrón, ya que “la puga tiene que tener menos savia que el patrón, para que no se seque”.

## Usos
Tradicionalmente se cocinaban junto con la manteca de cerdo de la matanza. Las manzanas se cocinaban mientras se derretía la manteca en una olla y después se comían con azúcar. También se cocían en vino, partidas por la mitad.